# 노보모스콥스키 행정구

노보모스콥스키 행정구의 위치

노보모스콥스키 행정구(러시아어:  Новомосковский административный округ)는 모스크바의 행정구이다. 2012년 7월 1일 설치되었다.